# Tres Esquinas (Mendoza)
Tres Esquinas es una localidad y distrito del departamento San Carlos de la provincia de Mendoza, Argentina, en el extremo sur del  Valle de Uco. 
El 18 de diciembre de 2014, mediante la ordenanza municipal 1512/14, dejó de ser paraje para convertirse en distrito.

Siendo el primer distrito sancarlino en tener los límites fijados por ley, se erige por el recorrido del arroyo Yaucha hasta la calle Cobos al norte y al sur desde la calle Puerta.  La Ruta Nacional 40 es su principal vía de comunicación, vinculándolo con Eugenio Bustos y Chilecito.

## Toponimia
Debe su nombre al cruce que hoy marca el centro geográfico del distrito: el ex carril nacional (Pascual Segura) y la calle La Cancha. Allí había una huella y tres casonas grandes. Allí, antiguamente, a los que preguntaban para llegar a las carreras de caballo que se realizaban en la zona, les señalaban «donde están las tres esquinas».